# Scion
Scion je marka manjih osobnih automobila proizvedenih pod okriljem japanskog koncerna Toyota, a osnovana je 2003. godine s ciljem da se u SAD-u mlađe kupce zainteresira za kupnju Toyotinih modela.
Scionovi automobili u početku su se nudili isključivo u američkoj saveznoj državi Kaliforniji, no ubrzo su postali dostupni u cijeloj državi, a danas se mogu kupiti i u američkim prekomorskim teritorijima Guamu i Portoriku. Početna paleta modela marke Scion sastojala se od peterovratnih gradskih automobila nazvanih xA i xB, a u proljeće 2004. godine ponudi je pridodan i dvovratni kompaktni kupe nazvan tC. Modeli xA i xB su zapravo identični Toyotinim modelima ist i bB, koji se prodaju na japanskom tržištu, dok je tC baziran na 2003. godine predstavljenom europskom modelu Toyote Avensis.

## Vanjske poveznice
- Službene stranice Sciona  Arhivirana inačica izvorne stranice od 27. svibnja 2006. (Wayback Machine) (na engleskom jeziku)